# Hewland
Fondata da Mike Hewland nel 1957, Hewland è una azienda britannica specializzata nella fabbricazione di cambi per vetture da corsa.  Hewland è stata la prima azienda a costruire scatole di cambi da competizione su ordinazione.
Il primo prodotto realizzato, lo Hewland Mk1, era una modesta modifica di una scatola Volkswagen su richiesta di Lola per una loro vettura di Formula Junior.  Nel giro di pochi anni si iniziò a costruire gruppi cambio, usando solo materiale VW.  Questi cambi iniziarono ad essere ampiamente usati in Formula Junior e Formula 3.  Il primo cambio progettato da Hewland fu lo HD4 nel 1963, dove la sigla HD sta per Hewland Design.